# 1792 у науці

## Наукові відкриття

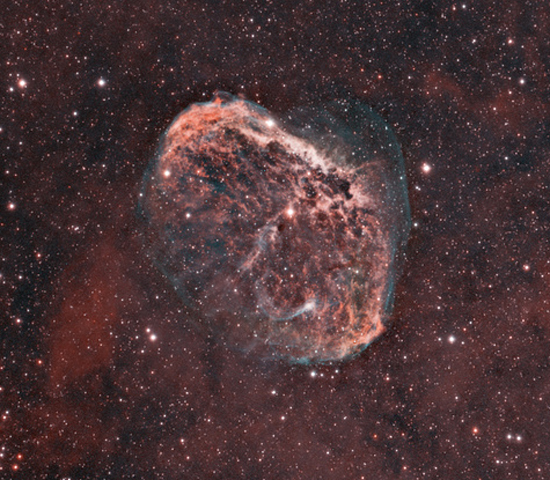
Туманність Півмісяць

- 15 вересня Фрідріх Вільгельм Гершель вперше спостерігав за об'єктом NGC 6874 — зорею типу *Grp (велика група зірок) у сузір'ї Либідь.
- 15 вересня Фрідріх Вільгельм Гершель вперше спостерігав за об'єктом Туманність Півмісяць — галактичною туманністю, залишками супернової типу EN (емісійна туманність) у сузір'ї Либідь.

## Наукові праці
- «Основи ботаніки» Карла Людвіга Вільденова — німецького вченого, вчителя Александера фон Гумбольдта

## Події
- Джордж Ванкувер дослідив узбережжя від мису Мендосіно (39°20' пн.ш.) до протоки Хуан-де-Фука (48°30' с.ш.), а також побував у гирлі невідомої європейцям до того часу великої річки Колумбії. Пізніше він детально картографував острів, названий пізніше його ім'ям.
- Александр Макензі почав подорож від затоки Святого Лаврентія до затоки Королеви Шарлотти і в зворотному напрямку, яку завершив наступного року. Відкрив гирло річки Великої Ведмежої. Став першим європейцем, який перетнув Північну Америку зі сходу на захід. Зібраний ним матеріал мав велике значення для вивчення внутрішніх районів Канади.

## Організми, описані 1792 року

### Тварини
| - Blemus discus - Carabus concolor - Carabus irregularis - Carabus monilis - Carabus morbillosus - Carabus rugosus - Chirolophis ascanii - Lepidorhombus whiffiagonis - Lumpenus lampretaeformis - Macroplea mutica - Petauroides volans - Pteropus niger - Pteropus subniger - Rhinopoma microphyllum | - Salvelinus namaycush - Sphiggurus mexicanus - Арноглось середземноморська - Арноглось середземноморська - Бенгальський кіт - Веслоніс північноамериканський - Вітрильник індо-тихоокеанський - Вусачик-підонія жовта - Горбуша - Еводин виїмчастий - Єхидна австралійська - Золототурун золотоблискучий - Індійський замбар - Камбала малоголова | - Квол тигровий - Кета - Кижуч - Корела - Ксанто пореса - Кузу лисячий - Лептура золотиста - Мольорх - Морський кріт - Морський окунь плямистий - Непарний західний короїд - Нерка - Обріум рудоногий | - Окунь смугастий - Опосум віргінський - Палтус чорний - Повзун індійський - Пструг райдужний - Рись канадська - Сайра атлантична - Сардина європейська - Стенурелла семикрапкова - Степовий варан - Тушкан великий - Умбра європейська - Фолклендський вовк - Чавича |

### Рослини
- Грицики звичайні (Capsella bursa-pastoris (L.) Medik.)
- Елевсина (Eleusine (Lam.) Lam.)
- Капуста-рогачка (Brassica elongata Ehrh.)
- Стокротки лісові (Bellis sylvestris Cirillo)
- Andropogon gerardii Vitman
- Carex pensylvanica Lam.
- Carex plantaginea Lam.
- Carex stricta Lam.
- Combretum rotundifolium Rich.
- Cordia subcordata Lam.
- Epidendrum macrocarpum Rich.
- Succowia balearica ((L.) Medik.)
- Tabernaemontana pandacaqui Lam.

### Гриби
- Clitocybe fragrans
- Geastrum corollinum
- Lactarius pyrogalus
- Scleroderma polyrhizum
- Steccherinum ochraceum
- Tricholoma fulvum

## Наукові нагороди

### Медаль Коплі
- Бенджамін Томпсон — за різні статті щодо властивостей та передачі тепла

## Народились

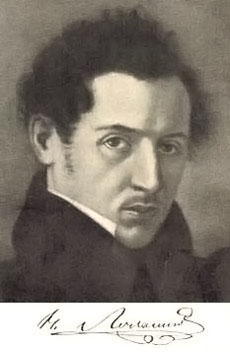
Микола Лобачевський

- 12 січня — Йоганн Арфведсон, шведський хімік, що відкрив хімічний елемент літій
- 18 січня — Карл Густав Бішоф, німецький хімік та геолог
- 25 лютого — Йоганн Георг Христіан Леманн, німецький ботанік, доктор медичних наук, професор фізики та природничих наук, директор ботанічного саду в Гамбурзі
- 28 лютого — Бер Карл Максимович, російський ембріолог, антрополог та географ
- 7 березня — Джон Гершель, англійський математик, астроном, хімік, фотограф, ботанік
- 13 березня — Карл Фрідріх Вільгельм Валльрот, німецький ботанік
- 26 квітня — Френсіс Бутт, британсько-американський ботанік, лікар
- 21 травня — Гаспар-Гюстав Коріоліс, французький математик і механік
- 16 червня — Томас Мітчелл, шотландський мандрівник, дослідник Австралії
- 22 липня — Джеймс Бомон Нілсон, шотландський винахідник, який першим використав підігрівання повітря (дуття) перед вдуванням його у доменну піч
- 25 серпня — Луї Теодор Фредерік Колладон, швейцарський лікар та ботанік
- 18 жовтня — Лукас Ігнасіо Аламан, мексиканський державний діяч та історик
- 1 грудня — Лобачевський Микола Іванович, російський математик, один з першовідкривачів неевклідової геометрії
- 26 грудня — Чарлз Беббідж, англійський математик, винахідник першої обчислювальної машини

## Померли
- 17 жовтня — Болтін Іван Микитович, російський історик
- 28 жовтня — Джон Смітон, британський механік і інженер-будівельник
- 28 жовтня — Пауль Мьоринг, німецький лікар, ботанік і орнітолог
- листопад — Семюель Герн, англійський мандрівник, дослідник північної частини Північної Америки, відкрив річку Коппермайн, Велике Ведмеже озеро